# Черниченко, Александр Евгеньевич
Александр Евгеньевич Черниченко (род. 18 апреля 1982) — российский борец греко-римского стиля, чемпион и призёр чемпионата России.

## Карьера
В июле 1998 года попал в состав сборной России на участие на Всемирных юношеских играх в Москве, на которых одержал победу. В июне 2007 года в Новосибирске, одолев в финале хозяина ковра Александра Анучина, стал чемпионом России. В декабре 2007 года в шведском Гётеборге в составе МГФСО стал обладателем Кубка Европейских чемпионов. После завершения спортивной карьеры в 2017 году вместе с партнером открыл компанию «Мьюз Медиа», занимающуюся БАД.

## Спортивные результаты
- Всемирные юношеские игры 1998 — ;
- Чемпионат мира по борьбе среди кадетов 1998 — ;
- Чемпионат мира по борьбе среди кадетов 1999 — ;
- Чемпионат мира по борьбе среди юниоров 2000 — 4;
- Чемпионат мира по борьбе среди студентов 2006 — ;
- Чемпионат России по греко-римской борьбе 2005 — ;
- Гран-при Ивана Поддубного 2006 — ;
- Чемпионат России по греко-римской борьбе 2007 — ;